# Reinhold Finck von Finckenstein
Reinhold August Wilhelm Graf Finck von Finckenstein (* 28. April 1858 in Berlin; † 27. März 1922 in Matschdorf) war ein deutscher Verwaltungsbeamter.

## Leben
Seine Eltern waren Reinhold Finck von Finckenstein (* 3. September 1824; † 16. August 1870) und Charlotte Marie geb. von Risselmann (* 14. April 1838; † 1. Mai 1870), Herrin auf Matschdorf. Sein Vater war Oberst, Kommandeur des 2. Garde-Dragoner-Regiments „Kaiserin Alexandra von Rußland“ sowie Flügeladjutant des preußischen Königs und fiel in der Schlacht von Mars-la-Tour.
Er besuchte das Königliche Wilhelms-Gymnasium in  Berlin und das Gymnasium in Wernigerode. Nach dem Abitur studierte er zunächst an der Rheinischen Friedrich-Wilhelms-Universität Bonn Rechtswissenschaft. 1880 wurde er im Corps Borussia Bonn recipiert. Gleichzeitige waren Heinrich XXVII. (Reuß jüngere Linie), Carl zu Dohna-Schlobitten, Heinrich Yorck von Wartenburg, Johann Albrecht (Mecklenburg), Konrad Finck von Finckenstein und Otto von Schuckmann. Als Inaktiver wechselte er an die Friedrich-Wilhelms-Universität zu Berlin. Nach dem Studium trat er in den preußischen Verwaltungsdienst. Von 1900 bis 1917 war er Landrat des Kreises Weststernberg.
Finck von Finckenstein war Patron der Kirche zu Matschdorf. Er war verheiratet mit Maria von Tauentzien (1862–1941). Aus der Ehe gingen ein Sohn und eine Tochter hervor.

## Ehrungen
- Charakter als Geheimer Regierungsrat[2]